# (308856) Daniket
(308856) Daniket est un astéroïde de la ceinture principale.

## Description
(308856) Daniket est un astéroïde de la ceinture principale. Il fut découvert le 14 septembre 2006 à Mauna Kea par Joseph Masiero. Il présente une orbite caractérisée par un demi-grand axe de 2,72 UA, une excentricité de 0,05 et une inclinaison de 8,7° par rapport à l'écliptique.